# ويل باين
ويل باين (بالإنجليزية: Will Payne)‏ هو ممثل بريطاني، ولد في 19 يونيو 1989 في المملكة المتحدة.

## وصلات خارجية
- ويل باين على موقع IMDb (الإنجليزية)
- ويل باين على موقع قاعدة بيانات الفيلم (الإنجليزية)